# یوخاری یایجی
یوخاری یایسی (به ترکی آذربایجانی: Yuxarı Yayci) یک شهر در جمهوری آذربایجان است که در شهرستان شرور واقع شده‌است. یوخاری یایسی ۹۲۷ نفر جمعیت دارد.